# Sort (Unix)

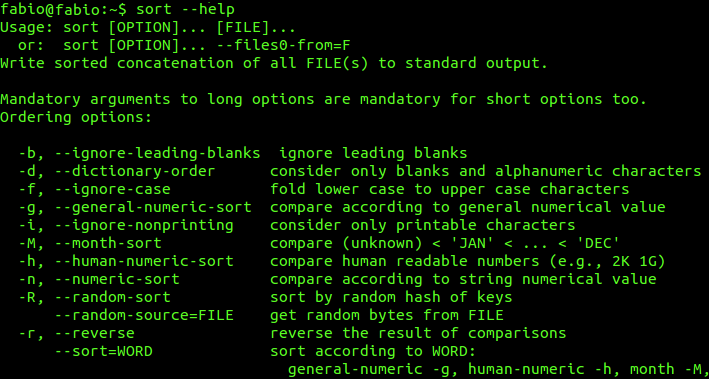
sort --help

sort es una utilidad de la línea de comandos del sistema operativo Unix. 
Funciona de la siguiente manera: toma los archivos que figuran en su lista de argumentos y ordena sus líneas. La ordenación se realiza sobre la base de una o más claves extraídas de cada línea de los archivos de entrada. De forma predeterminada, todos los datos de entrada se toman como clave de ordenación. Los espacios en blanco son tomados por defecto como separadores de campo. El parámetro -r invertirá el orden, -n toma un valor alfabético y lo interpreta como un número, con el parámetro -f no discriminara entre mayúsculas y minúsculas, -t se utiliza como separador de campo, -k busca según número de columna y lo ordena. 
Uso:
```
$
 
sort
 
[
opciones
]
 
[
archivo
]

```

## Ejemplos
Para ordenar el directorio actual por tamaño de archivo:
```
 
$
 
ls
 
-s
|
sort
 
-n

  
0
 
GNUstep

  
0
 
Mail

  
4
 
ALT.txt

  
4
 
Events

  
4
 
Ted.lnk

  
12
 
stats

  
124
 
_backup

```

Para ordenar una lista en un archivo por orden alfabético:
```
 
$
 
cat
 
agenda.txt

  
Juan
 
López
     
555
-4321

  
Antonia
 
Pérez
  
555
-1234

  
Rodolfo
 
Ruiz
   
555
-3214

  
Ana
 
Cohen
      
555
-4321

   

 
$
 
sort
 
agenda.txt

  
Ana
 
Cohen
      
555
-4321

  
Antonia
 
Pérez
  
555
-1234

  
Juan
 
López
     
555
-4321

  
Rodolfo
 
Ruiz
   
555
-3214

```

La opción -n hace que el orden sea de acuerdo a valores numéricos:
```
 
$
 
du
 
/bin/*
 
|
 
sort
 
-n

  
10
     
/bin/domainname

  
10
     
/bin/hostname

  
10
     
/bin/run-parts

  
42
     
/bin/cp

  
675
    
/bin/bash

```

En las versiones antiguas del comando existía la opción +1, la cual indicaba a sort que debía ordenarse tomando la segunda columna de datos (usándose +2 para la tercera y así sucesivamente). Las versiones más actuales no soportan esta opción, en su lugar se usa la opción -k, por ejemplo, para ordenar usando como criterio la segunda columna de datos:
```
 
esto
 
está
 
mal
 
solo
 
te
 
lo
 
ordena
 
por
 
el
 
primer
 
dígito
 
si
 
pusiésemos
 
el
 
nº
 
20
 
por
 
ejemplo
 
saldría
 
el
 
primero

  
$
 
cat
 
''
edades
''

  
Francisco
  
45

  
Javier
     
56

  
Lola
       
34

  
Jorge
      
25

    

  
$
 
sort
 
-nk
 
2
 
''
edades
''

  
Jorge
      
25

  
Lola
       
34

  
Francisco
  
45

  
Javier
     
56

```

Ordenar un archivo usando separadores:
```
  
$
 
sort
 
-t
'|'
 
-k2
 
''
edades
''

  
Jorge
|
25

  
Lola
|
34

  
Francisco
|
45

  
Javier
|
56

```

La opción -r invierte el orden:
```
  
$
 
sort
 
-nrk
 
2
 
''
edades
''

  
Javier
     
56

  
Francisco
  
45

  
Lola
       
34

  
Jorge
      
25

```